# The Disintegration Loops
The Disintegration Loops é uma série de quatro álbuns compostas pelo vanguardista William Basinski lançados entre 2002 e 2003. A música foi gravada a partir de vários fragmentos de músicas ambientes tocadas em tape loops que se deterioravam, graduavelmente, a cada vez que passavam pela cabeça magnética. Coincidentemente, o álbum foi completo junto dos ataques de 11 de setembro, cujo Basinski presenciou no terraço de seu apartamento, no Brooklyn. A capa de cada álbum da série exibe o ponto de vista do terraço com o passar das horas, até o anoitecer. Vale notar a fumaça se dissipando com o passar das horas.
A série recebeu críticas favoráveis pelo mundo todo e recebeu vários prêmios. Foi inicialmente lançado em quatro partes separadas, e relançado em 2012 como um box set composto de 9 LPs em comemoração aos dez anos do álbum.

## Conteúdo
The Disintegration Loops é baseado na falha tentativa do Basinski de salvar suas primeiras gravações, feitas em fitas magnéticas no começo dos anos 1980, ao transferi-las para o formato digital. A fita já tinha se deteriorado ao ponto de que cada vez que ela passava pela cabeça magnética, a ferrita se descolava do plástico e caía. Os loops foram reproduzidos por um extenso período de tempo, fazendo com que a fita se deteriorasse mais até não se poder ouvir mais basicamente nada. Estes sons foram tratados, mais tarde com o efeito reverb. Basinski disse que ele terminou o projeto na manhã dos ataques de 11 de setembro em Nova Iorque, e que se sentou no terraço de seu apartamento, no Brooklyn com seus amigos, escutando o projeto enquanto as Torres Gêmeas entravam em colapso. Em 2011, Basinski corrigiu suas próprias palavras ditas anos antes, aonde ele descreveu gravar as últimas horas de sol no dia 11 de setembro em Nova Iorque com uma câmera, focando na fumaça que subia, aonde antes se localizavam as torres. Ele então utilizou o primeiro loop como trilha sonora para esta filmagem. Capturas de tela do vídeo foram usadas como capa para os quatro álbuns.

## Recepção crítica
| Críticas profissionais | Críticas profissionais     |
| Avaliações da crítica  | Avaliações da crítica      |
| Fonte                  | Avaliação                  |
| ---------------------- | -------------------------- |
| Pitchfork              | 9.4/10 (2004) 10/10 (2012) |
| Stylus                 | A+                         |

O site de críticas Pitchfork colocou The Disintegration Loops I-IV na trigésima posição em sua lista dos melhores álbuns de 2004 e na 196ª posição na lista dos 200 melhores álbuns dos anos 2000. Em 2016, eles colocaram The Disintegration Loops I-IV em terceiro lugar na lista dos 50 melhores álbuns de ambiente de todos os tempos. Também foi considerado o 86º melhor álbum da década pela Resident Advisor, e o 10º melhor álbum dos anos 2000 pela Tiny Mix Tapes.
Na tarde do 11 de setembro de 2011, a obra de Basinski foi performada no Metropolitan Museum of Art em Nova Iorque com uma orquestra ao vivo para marcar o décimo aniversário dos ataques terroristas.

## Relançamento em 2012
Em 4 de setembro de 2012, a gravadora Temporary Residence Limited relançou toda a série Disintegration Loops em um box set composto de 9 LPs, comemorando o aniversário de dez anos do álbum e a sua apresentação no Memorial & Museu Nacional do 11 de Setembro.
Nomeado The Disintegration Loops, a coleção remasterizada foi lançada em uma edição limitada de 2,000 cópias, incluindo uma versão em CD com 5 discos, um DVD de 63 minutos, e um livro de mesa de 144 páginas com fotos e notas internas escritas por Basinski, Antony Hegarty, David Tibet, Ronen Givony e Michael Shulan.
Junto das quatro partes, o relançamento inclui duas performances orquestrais nunca antes lançadas; uma gravada ao vivo durante o evento Wordless Music no Metropolitan Museum of Art em 11 de setembro de 2011, e um gravado durante a 54º Bienal de Veneza. Ambas as faixas foram incluídas no quinto disco da versão em CD com o nome The Disintegration Loops V.

## Lista de faixas
| The Disintegration Loops I |           |         |  |
| N.º                        | Título    | Duração |  |
| 1.                         | "dlp 1.1" | 63:33   |  |
| 2.                         | "dlp 2.1" | 10:55   |  |

| The Disintegration Loops II |           |         |  |
| N.º                         | Título    | Duração |  |
| 1.                          | "dlp 2.2" | 32:37   |  |
| 2.                          | "dlp 3"   | 41:50   |  |

| The Disintegration Loops III |         |         |  |
| N.º                          | Título  | Duração |  |
| 1.                           | "dlp 4" | 20:07   |  |
| 2.                           | "dlp 5" | 52:21   |  |

| The Disintegration Loops IV |           |         |  |
| N.º                         | Título    | Duração |  |
| 1.                          | "dlp 6"   | 40:36   |  |
| 2.                          | "dlp 1.2" | 21:50   |  |
| 3.                          | "dlp 1.3" | 12:00   |  |